# 36 Andromedae
Désignations
36 Andromedae (en abrégé 36 And) est une étoile binaire, de la constellation d'Andromède. 36 Andromedae est sa désignation de Flamsteed. Elle est faiblement visible à l'œil nu avec une magnitude apparente de 5,45. Le système présente un décalage annuel de parallaxe de 26,33 mas, ce qui lui donne une estimation de distance de 124 ± 3 a.l. (∼ 38 pc) de la Terre. Le système se rapproche du Système solaire avec une vitesse radiale de −0,8 km/s.

## Description
La nature binaire de 36 Andromedae a été découverte en 1832 par l'astronome germano-russe Friedrich Georg Wilhelm von Struve. C'est un système binaire large avec une période orbitale de 167,5 ans et une excentricité orbitale de 0,3. En 2016, la paire avait une séparation angulaire de 0,90 seconde d'arc le long d'un angle de position de 330°.

## Propriétés physiques
Le composant primaire est classé comme une étoile sous-géante jaune de magnitude apparente 6,12 et de type spectral G8 IV, tandis que le composant secondaire a une magnitude apparente de 6,54 et est une autre sous-géante mais un peu plus froide de type spectral K3 IV. Leur luminosité par rapport à leurs températures indique que ce sont effectivement des sous-géantes en évolution. Cependant, l'un des composants est sujet à une activité éruptive, ce qui pourrait suggérer au contraire qu'il s'agit d'étoiles de la pré-séquence principale.